# Durbuy
Durbuy  ist eine belgische Stadt in der Provinz Luxemburg. Sie besteht aus den Ortschaften Durbuy, Barvaux, Grandhan, Petit Han, Septon, Wéris, Bende,  Bomal, Borlon, Heyd, Izier, Palenge, Petite-Somme, Tohogne und Villers-Sainte-Gertrude.
Die Kernortschaft Durbuy gilt als kleinste Ortschaft Belgiens mit Stadtrechten (etwa 400 Einwohner).

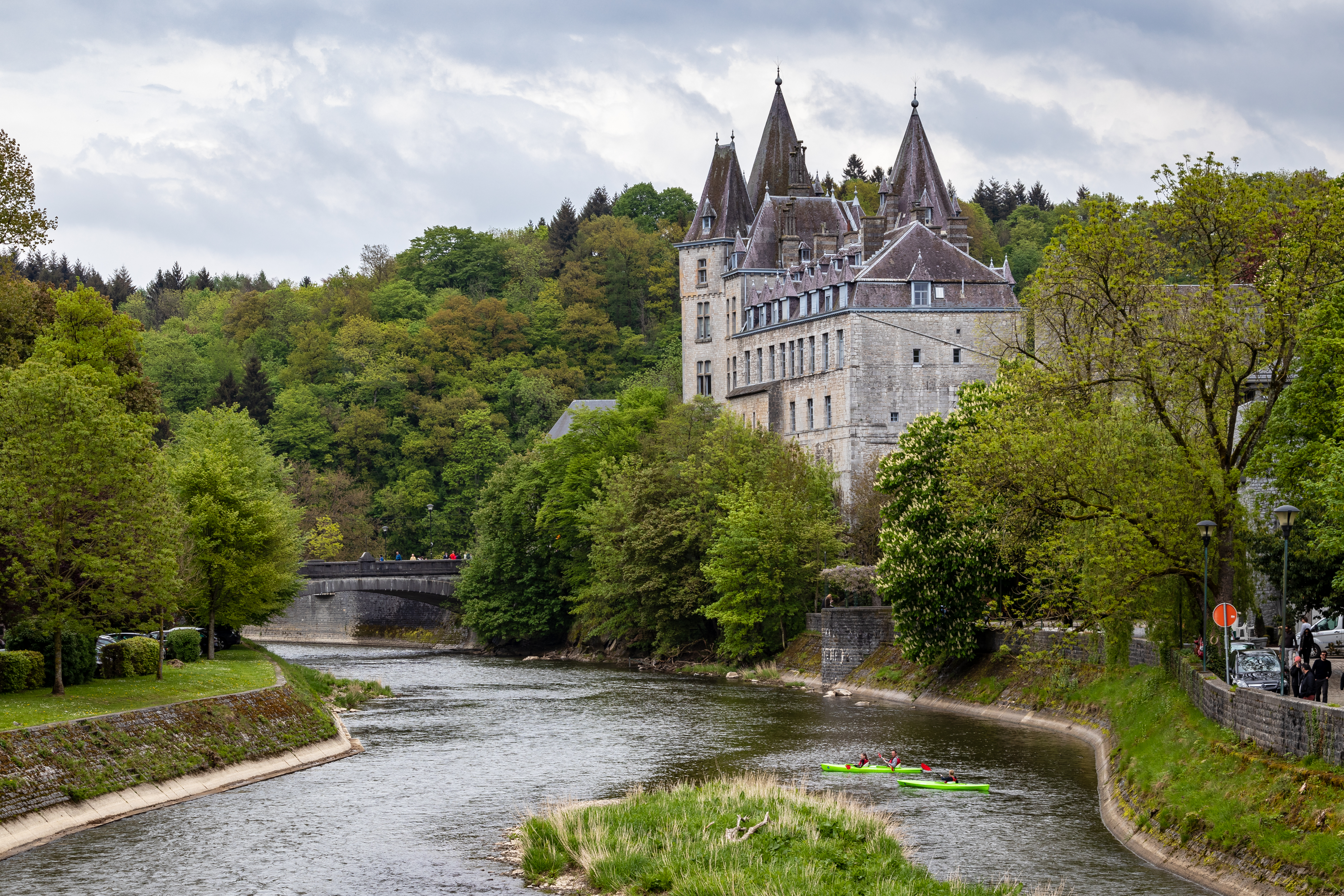
Schloss Durbuy und Ourthe

## Geschichte
Die ersten Spuren menschlicher Besiedlung in Durbuy stammen aus der Altsteinzeit Magdalénien. Der Menhir von Heyd und der Menhir Danthine und der Menhir d’Ozo stammen aus dem Neolithikum. Die Region von Durbuy lag auf der Route der Römerstraße zwischen Tongern und Arlon. Im Mittelalter war Durbuy ein bedeutendes Handelszentrum. 1331 wurden durch Johann von Luxemburg die Stadtrechte verliehen.

## Sehenswürdigkeiten
Der mittelalterliche Stadtkern am Fluss Ourthe mit engen Gassen und Kopfsteinpflaster zieht jährlich 1,5 Millionen Touristen in den Ort, der von der Tourismuszentrale als „kleinste Stadt der Welt“ beworben wird.

### Le château de Durbuy
Im Jahr 1731 wurde das Schloss Durbuy auf den Ruinen des alten Schlosses wieder aufgebaut. Das heutige Gebäude ist das Ergebnis einer Rekonstruktion aus dem achtzehnten Jahrhundert und einer großen Restaurierung in 1880–1882 durch die Gräfin d’Ursel in deren Familie sich das Schloss seit 1756 bis heute befindet.

### L’église Saint-Nicolas
Mit dem Bau der Kirche St. Nicolas wurde im Jahr 1630 begonnen und im Jahr 1643 wurde sie geweiht. Sie beherbergt ein Taufbecken aus dem sechzehnten Jahrhundert und grenzt an das ehemalige Kloster von Récollets.

### Halle aux blés
Die bereits 1380 erwähnte Halle stammt in ihrem gegenwärtigen Zustand aus der Zeit zwischen 1530 und 1540. Sie war Markthalle und beheimatete die Gerichtsbarkeit der Justiz. Das heutige Gebäude ist seit 1976 auf der Liste des außergewöhnlichen Erbes der Wallonie und beherbergt kulturelle Ausstellungen.

### Parc des Topiaires
Am Ufer der Ourthe befindet sich der Formbaumgarten „Jardin Topiaire“. Der größte Teil des Parks besteht aus Buchsbäumen, aus denen kunstvolle Skulpturen gestutzt wurden. Von hier hat man auch einen schönen Blick auf die Altstadt von Durbuy. Mit seinen 250 Formschnittfiguren sei der Park „ein grünes Disneyland zwischen Komik und Kitsch, perfekt für einen vergnüglichen Familienausflug“, schrieb Christa Hasselhorst.

### Dorf Wéris
Das Dorf in der Nähe von Durbuy ist für die dortigen Megalithen, Hünengräber und Menhire bekannt.

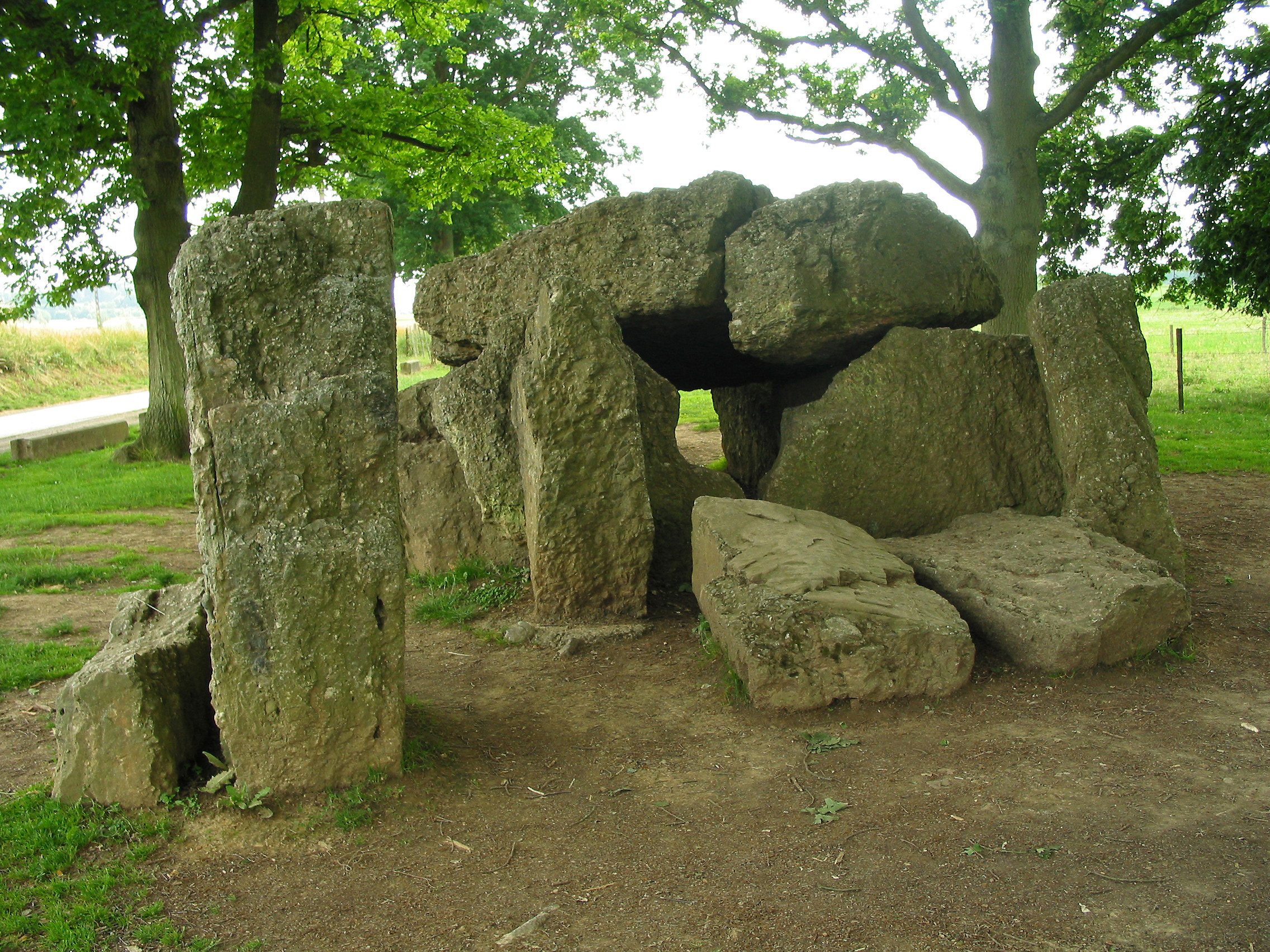
Die stehenden Steine von Wéris

## Städtepartnerschaften
Partnerstädte Durbuys sind Hanyū in Japan (seit 1990), Östhammar in Schweden (seit 2000) und Nieuwpoort in Belgien (seit 2005). Freundschaftlich-partnerschaftliche Beziehungen bestehen auch mit La Bresse im französischen Département Vosges.

## Persönlichkeiten
- Armand Capon (1894–1945), römisch-katholischer Geistlicher, NS-Opfer
- Philippe Liégeois (* 1947), besser bekannt unter seinem Pseudonym Turk, Comiczeichner

## Belege
1. ↑  Alexandra Trudslev: Stadtmarketing: Auf der Suche nach der kleinsten Stadt der Welt. In: Die Zeit. 18. März 2018, ISSN 0044-2070 (zeit.de [abgerufen am 18. März 2018]).
2. ↑  Christa Hasselhorst: Gut in Form. Die alte Kunst des Formschnitts wird bei Hobby- und Profigärtnern immer beliebter, in: F.A.S. Nr. 2, 14. Januar 2018, S. 59.
3. ↑  Website Durbuy – Les partenariats